# Leah Namugerwa
Leah Namugerwa (2004) es una activista climática juvenil en Uganda. Es conocida por liderar campañas de plantación de árboles y por iniciar una petición para prohibir las bolsas de plástico en Uganda. Siguiendo la inspiración de Greta Thunberg, comenzó a apoyar las huelgas escolares en febrero de 2019 con el organizador de Fridays for Future Uganda, Sadrach Nirere.
Namugerwa habló en el Foro Urbano Mundial en 2020 y fue delegado de jóvenes en la COP25. Su tío, Tim Mugerwa, también es un destacado ambientalista en Uganda. Leah Namugerwas es miembro de la Iglesia Anglicana de Uganda.

## Activismo climático
Namugerwa se enteró de Greta Thunberg y sus huelgas de los viernes en 2018. Más tarde se sintió inspirada a tomar medidas similares a las de Greta Thunberg a los 13 años, después de ver un informe de noticias locales sobre deslizamientos de tierra e inundaciones en zonas rurales del país. Desde entonces, Namugerwa se ha convertido en una destacada joven defensora del clima y en un miembro integral del capítulo más destacado de África de Fridays for Future, el de Uganda. Se asoció con Sadrach Nirere, Hilda Flavia Nakabuye y su primo Bob Motavu para crear Fridays for Future Uganda. Ha estado involucrada en la huelga del viernes desde febrero de 2019, pidiendo más acciones climáticas, y ha liderado la redacción de una petición para hacer cumplir la prohibición de las bolsas de plástico.
Leah Namugerwa celebró su cumpleaños número 15 plantando 200 árboles en lugar de hacer una fiesta de cumpleaños, y desde entonces ha lanzado el proyecto Árboles de cumpleaños, para regalar plántulas a quienes deseen celebrar su cumpleaños plantando árboles. Su principal objetivo es ver la aplicación de la legislación climática actual (acuerdo de París 21) y atraer una mayor cobertura de los problemas del cambio climático. Organizó marchas junto con otros jóvenes defensores del clima para conmemorar la huelga climática mundial el 29 de noviembre de 2020, y la playa Ggaba de Kampala también se limpió para celebrar el día. También asistió Dorothy Nalubega, miembro de un grupo ambientalista y agrícola de mujeres. Namugerwa ha pedido continuamente al gobierno de Uganda que implemente plenamente el Acuerdo Climático de París.